# Robert Allart
Robert Philippe Marie Allart (Laken, 29 november 1913) was een Belgisch gewichtheffer.

## Levensloop
Allart nam tweemaal deel aan de Olympische Zomerspelen, met name in 1948 te Londen en in 1952 te Helsinki. Te Londen werd hij zevende in de zwaargewicht-klasse (+82,5kg) en te Helsinki trad hij aan bij de halfzwaargewichten (75kg tot 82,5kg).
Daarnaast behaalde hij te Scheveningen brons op de werelkampioenschappen van 1949 en zilver op de Europese kampioenschappen.